# 阿尔内斯 (加泰罗尼亚)
阿尔内斯，是西班牙加泰罗尼亚塔拉戈纳省的一个市镇。总面积43平方公里，总人口494人（2001年），人口密度11人/平方公里。